# Периптихиды
Периптихи́ды (лат. Periptychidae) — семейство вымерших плацентарных млекопитающих, известных по ископаемым остаткам из палеоценовых отложений Северной Америки (Канада, США) и Азии (Китай, Узбекистан). Исходя из результатов филогенетического анализа Т. Холлидея и коллег 2015 года, периптихиды относятся к кладе Pholidotamorpha, включающей панголинов и их вымерших родственников. В прошлом семейство рассматривалось в составе кондиляртр (Condylarthra). Периптихиды отличаются строением зубов: массивными премолярами и необычными вертикальными эмалевыми гребнями. Семейство включает роды как с крупными, так и мелкими представителями, причем более крупные формы имеют массивные скелеты. Судя по строению известных науке скелетов, периптихиды были наземными животными.

## Классификация
† Подсемейство Anisonchinae
- † Alticonus
- † Ampliconus
- † Anisonchus
- † Haploconus
- † Hemithlaeus
- † Mimatuta
- † Mithrandir

† Подсемейство Conacodontinae
- † Conacodon
- † Oxyacodon

† Подсемейство Periptychinae
- † Ectoconus
- † Maiorana
- † Periptychus
- † Tinuviel

Роды incertae sedis
- † Auraria